# Hrabstwo Pecos

Piramida wieku hrabstwa

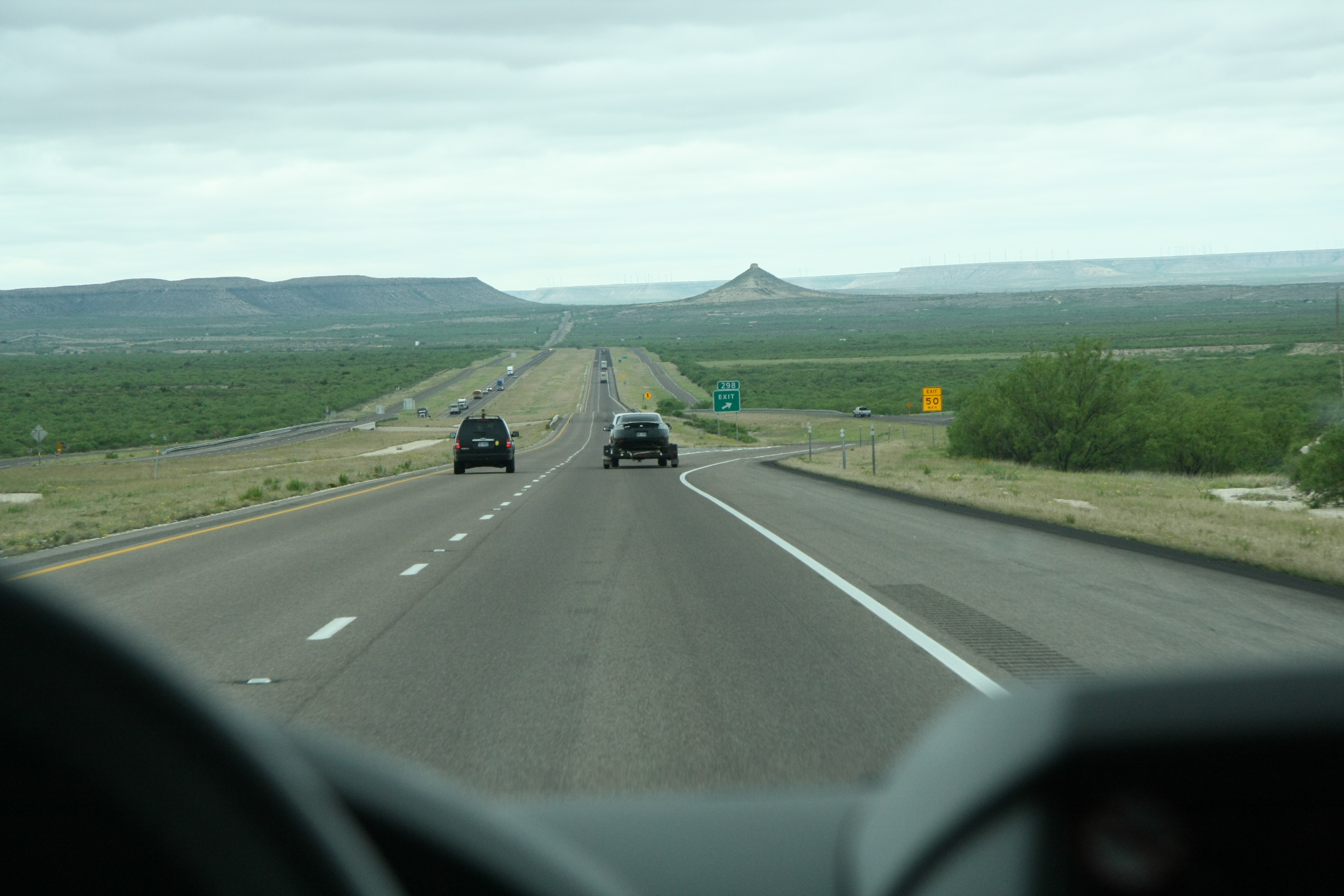
Autostrada w hrabstwie Pecos

Hrabstwo Pecos – hrabstwo w USA, w południowo-zachodnim Teksasie. Utworzone w 1871 r. Siedzibą hrabstwa jest miasteczko Fort Stockton, które skupia 55% mieszkańców hrabstwa. Swoją nazwę bierze od rzeki Pecos, która wyznacza północną granicę. Drugie pod względem powierzchni hrabstwo Teksasu. Wschodnia i centralna część hrabstwa znajduje się na skraju płaskowyżu Edwardsa.

## Sąsiednie hrabstwa
- Hrabstwo Ward (północ)
- Hrabstwo Crane (północ)
- Hrabstwo Crockett (wschód)
- Hrabstwo Terrell (południe)
- Hrabstwo Brewster (południe)
- Hrabstwo Jeff Davis (zachód i południe)
- Hrabstwo Reeves (północny zachód)

## Gospodarka
- hodowla owiec i kóz (16. miejsce w stanie)[3]
- wydobycie ropy naftowej (16. miejsce[4]) i gazu ziemnego (25. miejsce[5])
- uprawa orzechów pekan, kantalup, marchwi, papryki, cebuli, brzoskwiń, bawełny, owsa i innych warzyw[6][3]
- akwakultura (13. miejsce)[3]
- hodowla bydła i koni[3]
- szkółkarstwo[7]
- produkcja siana[3].

## Miasta
- Fort Stockton
- Iraan

## CDP
- Coyanosa
- Imperial

## Demografia
W latach 2000–2020 populacja hrabstwa Pecos skurczyła się o 9,6% i wg danych z 2023 liczy 14,6 tys. mieszkańców (w tym 42,8% stanowiły kobiety). Skład rasowy wyglądał następująco:
- Latynosi – 71,4%
- biali nielatynoscy – 22,1%
- czarni lub Afroamerykanie – 4,7%
- rdzenni Amerykanie – 1,6%
- Azjaci – 1,6%
- rasy mieszanej – 1,4%.

## Religia
Członkostwo w 2020 roku:
- katolicy – 29,9%
- protestanci – ok. 20%
- świadkowie Jehowy – 2,5%
- mormoni – 1,4%.